# جیم هررا
جیم هررا (به انگلیسی: Jaime Herrera) نمایندهٔ حوزه انتخابیه سوم واشینگتن از حزب جمهوری‌خواه ایالات متحده آمریکا در مجلس نمایندگان ایالات متحده آمریکا است که برای نخستین‌بار در ۳۵ ژانویه ۲۰۱۱ میلادی به‌عضویت این مجلس درآمد.